# Gejuelo del Barro
Gejuelo del Barro település Spanyolországban, Salamanca tartományban. Gejuelo del Barro Ledesma, Doñinos de Ledesma, Villaseco de los Gamitos, Villasdardo, Villar de Peralonso, Tremedal de Tormes és Villaseco de los Reyes községekkel határos. Lakosainak száma 31 fő (2024).

## Népesség
A település népessége az elmúlt években az alábbi módon változott:
| Lakosok száma | 53   | 50   | 47   | 45   | 46   | 41   | 38   | 38   | 34   | 31   |
|               | 2001 | 2004 | 2007 | 2009 | 2012 | 2014 | 2017 | 2019 | 2022 | 2024 |